# Zung Wei-tsung
Zung Wei-tsung o Cheng Wanzhen en chino simplificado, 程婉珍, (Shanghái, siglo XX) conocida posteriormente como Mrs. Chiu, fue trabajadora social, educadora y periodista china. Se interesó en el trabajo infantil y las trabajadoras, y participó en el liderazgo de la Asociación Cristiana de Mujeres Jóvenes —conocida por sus siglas en inglés como YWCA— a nivel internacional.

## Primeros años y educación
Zung era de Shanghái. Asistió a la McTyeire School for Girls en su ciudad natal, y estudió música en el North Carolina College for Women en Greensboro, donde es recordada como la «primera estudiante internacional» de la universidad. Se graduó del Smith College en 1919, con un título en historia. Mientras estuvo en los Estados Unidos, fue miembro de la Asociación Cristiana de Estudiantes Chinos en América del Norte, y presidió el comité de la asociación sobre el estudio de la biblia para las mujeres. Dejó la YWCA en 1926, por razones de salud e ideológicas, y se casó con W. Y. Chiu ese año.

## Carrera
Zung fue una líder de la Asociación Cristiana de Mujeres Jóvenes en China e internacionalmente en la década de 1920. Trabajó con la líder británica de la asociación, Agatha Harrison. También fue activa en la dirección del Consejo Nacional Cristiano de China. Con la YWCA, se interesó especialmente en la regulación del trabajo infantil y las condiciones de trabajo para las mujeres, frente a la rápida industrialización. Fue presidenta fundadora del Shanghai Business Women's Club, escribió una columna en un periódico y enseñó inglés en la Pingmin Girls' School y en la Laura Haygood Normal School de Suzhou. Ayudó a organizar la Asociación de Sufragio de Shanghái en 1922.
En 1921, Zung representó a las mujeres chinas como oradora invitada en el Segundo Congreso Internacional de Mujeres Trabajadoras y la Conferencia Internacional del Trabajo, ambos celebrados en Ginebra. También visitó y recorrió fábricas en Inglaterra durante siete semanas, durante el mismo viaje. «Aunque industrialmente China ha tenido un mal comienzo», escribió en 1924, «todavía está en una gran ventaja de poder aprender de Occidente».